# Moustiques d'or
 (novembre 2023).
Les Moustiques d'or sont des récompenses décernées depuis 2005 par l'hebdomadaire belge Télémoustique à ce que le paysage audiovisuel de la Communauté française de Belgique (émissions et personnalités) a donné à voir et à entendre de meilleur dans le courant de l'année.

## Récompenses

### 2008
- Meilleur présentateur : Nagui[1]
- Meilleure émission enfant : C'est pas sorcier
- Meilleure émission de divertissement : Taratata

### 2009
- Coup de cœur de l'année : Rendez-vous en terre inconnue
- Meilleur présentateur de JT : François de Brigode[2]
- Belge de l'année : Tia Hellebaut
- Meilleur animateur télé : Virginie Efira[3]
- Meilleur journaliste sportif : Benjamin Deceuninck
- Meilleure émission sportive : Studio 1-La Tribune
- Révélation télé : Un dîner presque parfait
- Meilleure émission d'info, documentaire et reportage : Questions à la une
- Meilleure fiction francophone : Plus belle la vie
- Meilleur divertissement radio : Snooze
- Meilleure émission d'info en radio : Bel RTL matin
- Catastrophe audiovisuelle de l'année : Star Academy 8
- Moustique de diamant : C'est pas sorcier

Prix du jury :
- Meilleur présentateur de JT : Hakima Darhmouch
- Meilleur talk show : Le Grand Journal
- Catastrophe audiovisuelle de l'année : la mort de la radio Mint

### 2010
- Coup de cœur de l'année : Apocalypse
- Catastrophe audiovisuelle de l'année : Secret Story
- La classique des classiques : Le jardin extraordinaire
- Meilleur animateur télé : Frédéric Lopez
- Meilleure émission d'info : Envoyé spécial
- Révélation télé : Sébastien Nollevaux
- Meilleur divertissement : Panique dans l'oreillette
- Meilleur "impertinent" de la télé : Stéphane Pauwels
- Meilleure émission culturelle : Des racines et des ailes
- Meilleur présentateur de JT : Hakima Darhmouch
- Meilleure série : Dr House
- Meilleur talk-show : On n'est pas couché
- Meilleur téléfilm/minisérie : La journée de la jupe
- Meilleure téléréalité : Un dîner presque parfait
- Meilleure matinale radio : Bel RTL matin
- Révélation radio : Benjamin Maréchal

### 2013
- Coup de cœur de l'année : Les Jeux Olympiques de Londres (RTBF)
- L'indétrônable : Rodrigo Beenkens (RTBF)
- Meilleur Belge en exil : Virginie Hocq
- Meilleur jeu télé : Tout le monde veut prendre sa place (France 2/ RTBF)
- Meilleur présentateur de JT : François de Brigode (RTBF)
- Meilleure émission culinaire : Top Chef (RTL-TVI)
- Meilleure émission culturelle : Hep Taxi ! (RTBF)
- Meilleure émission de reportages : Questions à la une (RTBF)
- Meilleure matinale radio : Snooze (Pure FM - RTBF)
- Meilleure quotidienne : On n'est pas des pigeons (RTBF)
- Meilleure série : Desperate Housewives (RTL-TVI)
- Meilleure téléréalité : The Voice Belgique (RTBF)
- Personnalité radio : Rudy Léonet/Hugues Dayez (Pure FM - RTBF)
- Personnalité télé 2012 : Sébastien Nollevaux (RTBF)